# Tumtum

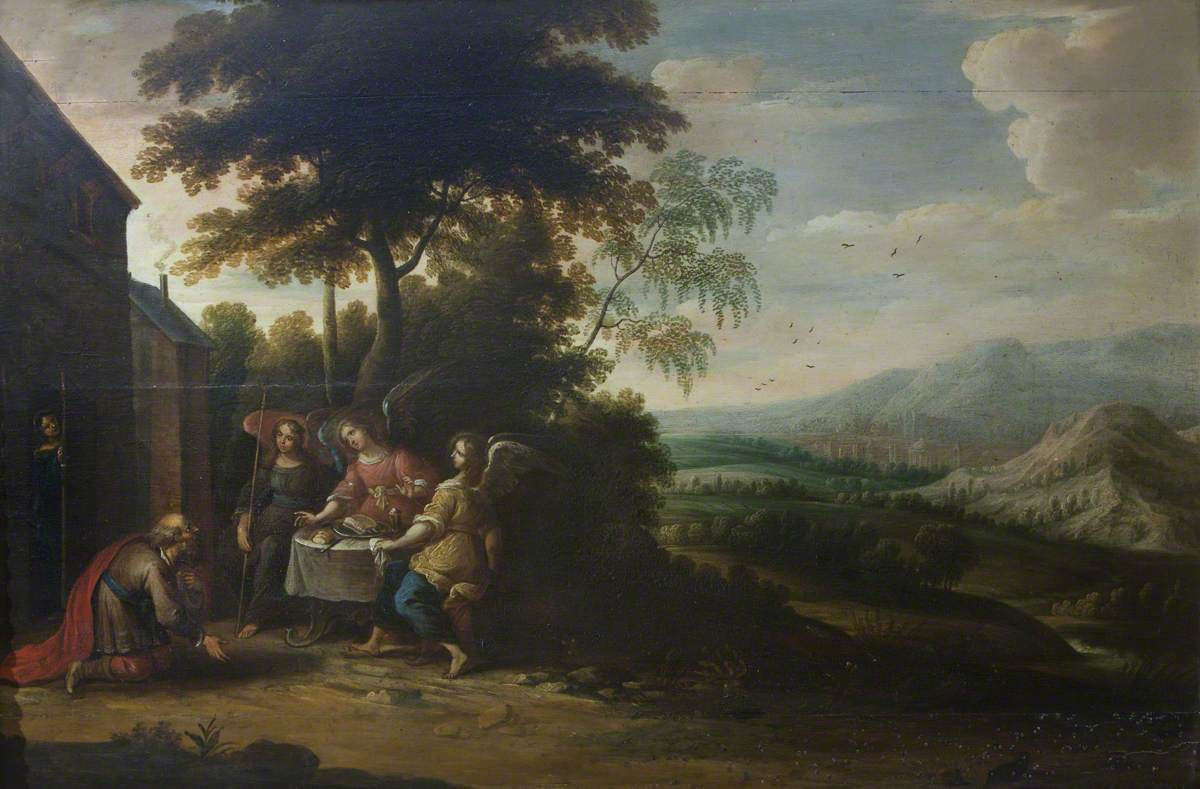
‎Abraão e Sara visitados por Três Anjos,‎‎ pintados entre 1581 e 1642 d.C. De acordo com o Talmude, tanto Abraão quanto Sara nasceram tumtum.‎

Tumtum (טומטום em hebraico, significando "escondido") é um termo que aparece na literatura rabínica judaica e geralmente se refere a uma pessoa cujas características sexuais são indeterminadas ou obscuras, cujo sexo é desconhecido porque seus órgãos genitais estão cobertos ou "ocultos" ou genitálias irreconhecíveis. Embora muitas vezes estejam agrupados, o Tumtum tem algumas ramificações haláchicas distintas daquelas de Andrógino (אנדרוגינוס), que possui genitália masculina e feminina (ambígua). Não está claro qual é a anatomia real de um Tumtum; no entanto, de acordo com o comentarista medieval Rashi, um Tumtum pode ter testículos expostos e um pênis não exposto.
A Mishná (Zavim, 2, 1) diz que tumtums e andróginos têm chumras tanto de homens e mulheres, o que significa que onde a lei é mais rigorosa para com os homens do que as mulheres, eles são tratados como homens, mas onde a lei é mais rigorosa em relação às mulheres, elas são tratadas como mulheres.
Tumtum não é definido como um gênero separado, mas como um estado de dúvida. Tumtumim devem ser masculinos ou femininos, mas como não sabe-se qual, as mais rigorosas obrigações ou proibições dependentes de gênero são assumidas. Para esse fim, mandamentos positivos dos quais as mulheres são isentas são considerados vinculativos para um Tumtum.
Nathan ben Jehiel diz em seu livro Aruk (em ערך טם) que a palavra Tumtum veio da palavra Atum, que significa bloqueado ou coberto.
O status de Saris (סריס, mulher trans), Nekeivah (נְקֵבָה, mulher cis), Zachar (זָכָר, homem cis) ou Ay’lonit (איילונית, homem trans) podem também ser reconhecido, dependendo se a pessoa tumtum passa por alguma transição cirúrgica ou reposição hormonal. Vale notar que, tradicional ou originalmente, tanto Saris quanto Ay’lonit, representam respectivamente mulheres e homens que são inférteis, que não se desenvolvem em características sexuais secundárias na puberdade e/ou que tiveram seus órgãos genitais removidas (como o caso de eunucos), mas tais experiências não estão limitadas somente a adolescência.